# 킴 구아다그노
킴벌리 앤 구아다뇨(Kimberly Ann Guadagno, 1959년 4월 13일 ~ )는 미국의 정치인이다.

## 학력
- 얼시너스 대학교 인문사회 학사
- 아메리칸 대학교 법무박사

## 경력
- 2008.01 ~ 2010.01 제75대 뉴저지 먼마우스 카운티 보안관
- 2010.01 ~ 2018.01 제33대 뉴저지 주무장관
- 2010.01 ~ 2018.01 제1대 뉴저지 부지사

## 역대 선거 결과
| 선거명      | 직책명                 | 대수 | 정당   | 득표율 | 득표수      | 결과 | 당락                        |
| ----------- | ---------------------- | ---- | ------ | ------ | ----------- | ---- | --------------------------- |
| 2007년 선거 | 먼마우스 카운티 보안관 | 75대 | 공화당 | 51.93% | 65,891표    | 1위  | 먼마우스 카운티 보안관 당선 |
| 2009년 선거 | 뉴저지 부지사          | 1대  | 공화당 | 48.46% | 1,174,445표 | 1위  | 뉴저지 부지사 당선          |
| 2013년 선거 | 뉴저지 부지사          | 1대  | 공화당 | 60.30% | 1,278,932표 | 1위  | 뉴저지 부지사 당선          |
| 2017년 선거 | 뉴저지 주지사          | 56대 | 공화당 | 41.89% | 899,583표   | 2위  | 낙선                        |